# Soleil couchant sur la Seine, effet d'hiver
Soleil couchant sur la Seine, effet d'hiver est un tableau réalisé en 1880 par Claude Monet. 
Près de dix années après Impression, soleil levant, le peintre reprend un mode d'expression similaire.

## Contexte
Monet souhaite, après des années d'une démarche résolument indépendante, concourir  à nouveau au Salon. Il ne paraît plus concerné par le mouvement impressionniste ce qui lui vaut des sarcasmes dans Le Gaulois, relancés par ses protestations. Suivant les conseils de galeristes et collectionneurs, comme Duret, il décide de préparer trois œuvres en vue de les présenter pour le Salon de 1880. Soleil couchant sur la Seine, effet d'hiver est l'un de ces tableaux.
Bien que d'un format assez conséquent destiné à répondre aux attentes, le tableau lui paraît plus à son goût qu'à celui du jury, et il renonce finalement à le présenter. Il représente un paysage d'hiver des environs de Lavacourt, réalisé chez lui à Vétheuil à partir de plusieurs études, rompant ainsi avec son attachement à peindre sur le motif,.

## Style

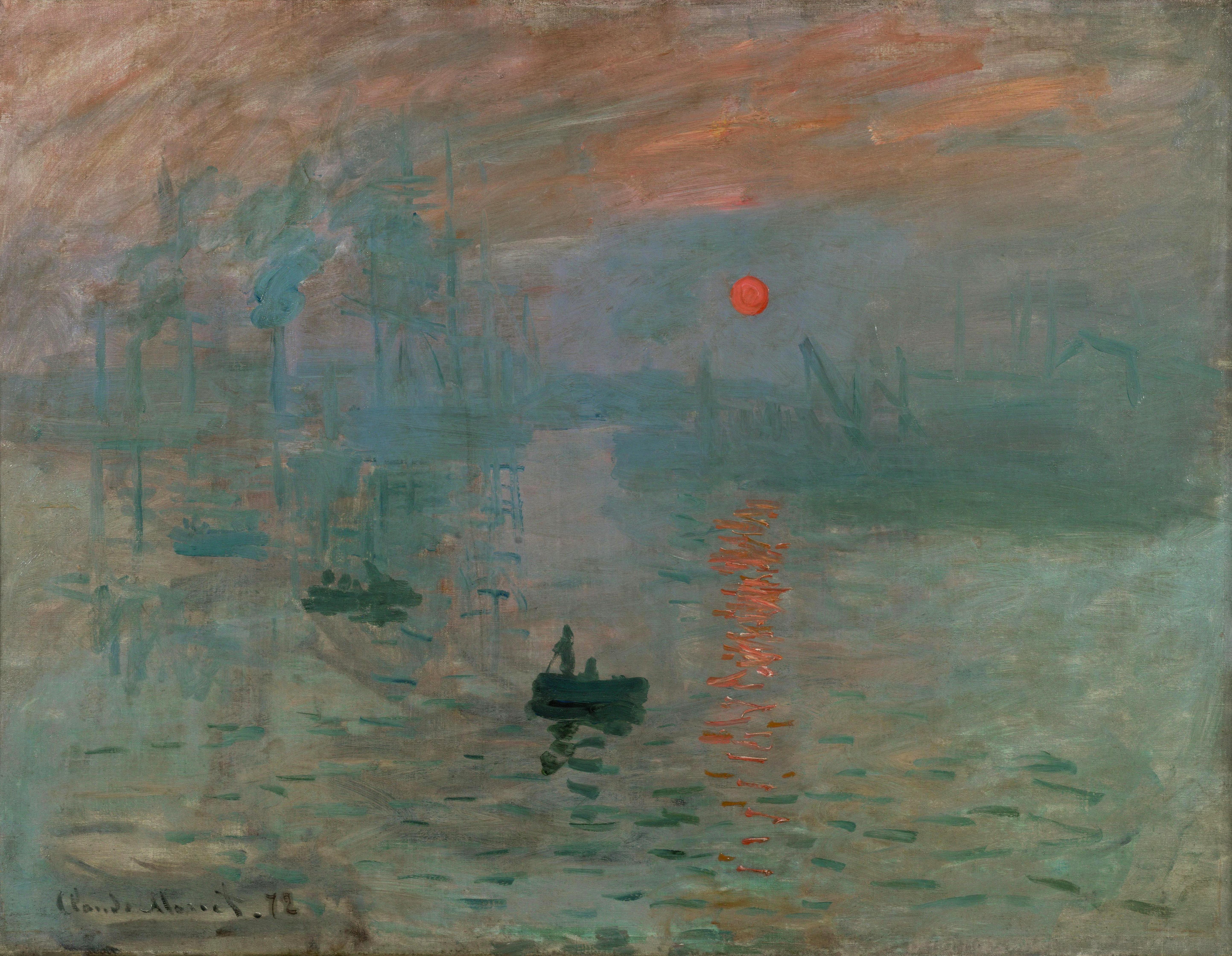
Impression, soleil levant, Claude Monet, 1872, huile sur toile au Musée Marmottan-Monet, Paris.

Le style pratiqué par Monet rappelle celui d'Impression, soleil levant, et dénote chez lui une volonté de réaffirmer son attachement au mouvement impressionniste. La référence au style de Turner et à la démarche de Daubigny est également perceptible.

## Parcours de l'œuvre
Monet vend le tableau à Paul Durand-Ruel en 1881 et il est présenté à l'exposition impressionniste de 1882. Il fait l'objet d'un don au Musée du Petit-Palais en 1902.
Le tableau fait partie de l'exposition Turner, Whistler, Monet de 2004-2005, à Paris et Toronto, et de l'exposition Monet qui a lieu au Grand Palais en 2010-2011.